# Menehmo
Menehmo [ménehmo] (starogrško Μέναιχμος: Ménaihmos), starogrški matematik in geometer, * okoli 378 pr. n. št., Alopekonez, Mala Azija (sedaj Turčija), † okoli 320 pr. n. št.
Menehmo je bil mlajši Dejnostratov brat. Bil je Platonov privrženec, Evdoksov učenec in verjetno skrbnik Aleksandra Velikega.

## Življenje in delo
Pri reševanju Hipokratove naloge podvojitve kocke je izhajal iz drugačnega geometričnega odnosa od Arhita. Po Plutarhu je njegovo rešitev kritiziral Platon zaradi njegove počasne, sumljive in obrtniške obravnave. V bogatih Platonovih delih o tem ni sledu. Mogoče je Platon kritiziral takšno rešitev zato, ker ni odgovarjala njegovi sliki o idealnem svetu geometrijskih objektov. O tem govori med drugim Eratostenova navedba, da si je Platon zamislil obrtniško orodje za reševanje Menehmove naloge. Iz sestavljenega Hipokratovega sorazmerja je dobil tri enačbe:
{\displaystyle x^{2}=ay\!\,,}
{\displaystyle y^{2}=2ax\!\,,}
{\displaystyle xy=2a^{2}\!\,.}
Prvi dve sta paraboli, tretja pa hiperbola. Abscisa točke, kjer se pri danem a > 0 vse tri krivulje sekajo, je rešitev, stranica kocke x, ki ima dvakrat večjo prostornino kot kocka s stranico a, oziroma {\displaystyle x={\sqrt[{3}]{2}}a}. Njegovo delo o stožnicah je skupaj z Evklidovim in Aristejevim delom opisal in naprej razvil Apolonij.